# Montanui
Montanui és un municipi de la comarca de la Ribagorça, a la província d'Osca, a la Comunitat Autònoma de l'Aragó, dins la Franja de Ponent. Està situat a prop del riu Noguera Ribagorçana. La població era de 308 habitants l'any 2007, amb una densitat de població d'1,77 hab/km². El 2013 hi havia 253 habitants, la població ha disminuït una sisena part en sis anys. El municipi comprèn tota la part aragonesa de la vall de Barravés i el marge dret de la vall de Castanesa.
El lloc el van mencionar l'any 1000, al cartulari d'Alaó. La terminació -ui es considera preromana, però en aquest cas està acompanyada d'una paraula romana, Montanus, que el més segur és que fos el nom d'un terratinent.
El poble té una església del segle xviii dedicada a Sant Marc; la casa Corredor, amb una torre defensiva del segle xvi, i el despoblat de Viuerri o Vigüerri, amb una ermita on cada any es fa una romeria.
La temperatura mitjana anual és de 9,5° i la precipitació anual, 1300 mm.

## Entorn
El terme municipal de Montanui té actualment, amb l'annexió del antics municipis de Bono i Castanesa el 1966, una extensió de 174.72 km² i comprèn així tota la vall de la Valira de Castanesa i gairebé tots els vessants drets de la Vall de Barravés. El terme tradicional tenia 37,99 km² i s'estenia a la dreta de la Noguera Ribagorçana, llevat del sector que comprèn la part meridional del terme de Vilaller, que envoltava en forma de mitja lluna. El límit septentrional va des del pic del Vedat de Ribera o de Sarronal (2.268 m) trifini amb els de Bono i Castanesa, passant per la Serreta Roia (1.747 m) fins a la collada de Segre, ja a l'esquerra del a Noguera Ribagorçana (1.620 m); el límit de ponent segueix inicialment el serrat que separa les valls de Barravés i de Castanesa (serrat de Sant Pere. 1.935 m, la Forca, 1.546 m), i des de l'alçada del tossal del Faro comprèn un ampli sector dels vessants drets de la Vall de Castanesa fins molt prop de la riba de l'Isábena, en contacte amb els termes de Nerill i les Paüls; el límit meridional, amb Bonansa, és marcat pel tossal de Santa Llúcia (1.542m) i Purroi, un sector de la Valira de Castanesa i, de nou a la seva dreta, el sector de Casterner de Noals, amn els vessants septentrionals del cap del Bosc (1.380 m) fins un poc més avall de la desembocadura de la Valira: el límit de llevant és amb els termes de Vilaller i Llesp (de la província de Lleida), format a migdia per la Noguera Ribagorçana. A part dels sectors muntanyosos descrits, amb els sediments primaris propis de la zona axial, els fons de les valls, a la depressió margosa, són terraplens de morens i dipòsits fluvials.

## Entitats de població de Montanui
El municipi comprèn, a més dels antics termes de Bono (de què formaven part Estet, Aneto, Forcat, Vinyals i Ginast) i Castanesa (amb els agregats de Fontjanina i Ardanui), els pobles de Benifonts, Noals, Senyiu, Escané, Casterner de Noals, Buràs, Siscarri, Herbera, Seu, el despoblat de Viuerri (situat a 1337 metres d'altitud, a la capçalera del barranc de Viuerri, un afluent de la Noguera Ribagorçana), les quadres d'Arro i de la Torre de Baró, entitats que havien gaudit d'una certa autonomia fins a la reforma municipal de mitjan del segle XIX, i actualment comprèn, a més, els nuclis que formaven els antics termes de Bono i Castanesa, que es descriuen a part, i més el santuari de Buràs.
De la carretera N-230 de Lleida a la Vall d'Aran, que passa de S a N seguint la Noguera pel terme veí de Vilaller, surt a l'altura d'aquesta població un brancal vers Montanui. La carretera C-144 del Pont de Suert a Castilló de Sos travessa el sector meridional del terme i passa per Noals (d'on surt un brancal vers Ribera i Castanesa) i prop de Senyiu, on s'inicia el coll d'Espina, vers les Paüls.

## L'agricultura
Els terrenys erms constitueixen el 4% del territori, els conreus, prop del 25%, i la resta es distribueix en boscs (molt extensos i augmentats per reforestació en 500 ha), herbatges i matollars. Hi ha 1.233 parcel·les (mitjana de 7,7 per explotació), d'una grandària de 49 ha de mitjana. Predomina el règim de tinença per propietat (75%). Els béns col·lectius tenen el 40% del territori i el 60% són de les comunitats de veïns. Les terres de conreu respecte als béns individuals representen el 20% i el 75% a la seva estructura interna. Les prades agafen vers el 60% dels conreus i l'horta ocupa 4,5 ha. Per la seva situació a loa vall baixa de la Valira, el terme té bones prades de sega, que han possibilitat una forta densitat de bestiar boví. La manca d'estives s'ha suplert mitjançant el conlloc, principalment a Castanesa, i amb l'augment dels herbatges per compra col·lectiva de grans dominis al fons de la vall (Societat de Miravet)o al municipi de Bono (Societat de Veïns de Montanui, Denui i Sarroqueta). L'explotació forestal es fa principalment en grans dominis aïllats on s'ha renunciat als conreus per a l'explotació silvo-pastoral o només forestal (com a Seu de Dalt, amb la producció d'arbres de Nadal). Els darrers anys del segle XX es van produir una concentració en aquest tipus d'explotacions de més de 200 ha.
A l'actual municipi de Montanui es llaura menys del 10% de la terra: els cereals constitueixen un 3% de la terra llaurada (65% d'ordi, 25% de blat, 10% civada i els farratges el 56% (54% de prades de sega, 25% de trepadella o esparcet, 12% d'alfals i 7% de trèvol). El bestiar oví és el que s'ha incrementat més i s'apropa als 10.000 caps repartits en una trentena d'explotacions de les quals més d'una dotzena tenen uns 7.000 caps; el 84% fa transhumància. El bestiar boví és molt important, a partir del 1950 la quantitat de caps va anar augmentant paulatinament (tenint també alts i baixos) fins a arribar a la estabilització actual. La producció de llet es comercialitza principalment vers el diposit de recollida que té la Copirineu al Pont de Suert. També unes explotacions de porcells amb a prop d'un miler de caps.

## Demografia
La població medieval era de 40 focs el 1385 i de 64 el 1495. A mitjan segle XIX assolí un màxim amb 885 h el 1857, xifra que no es mantingué i s'estabilitzà al voltant dels 500/600 h. Com a la resta de la comarca, el procés de despoblament s'aguditzà molt a partir de mitjans del segle XX.
Gran Geografia Comarcal de Catalunya. Volum XII, pàg. 311 (ISBN 84-85194-47-0)

## Imatges

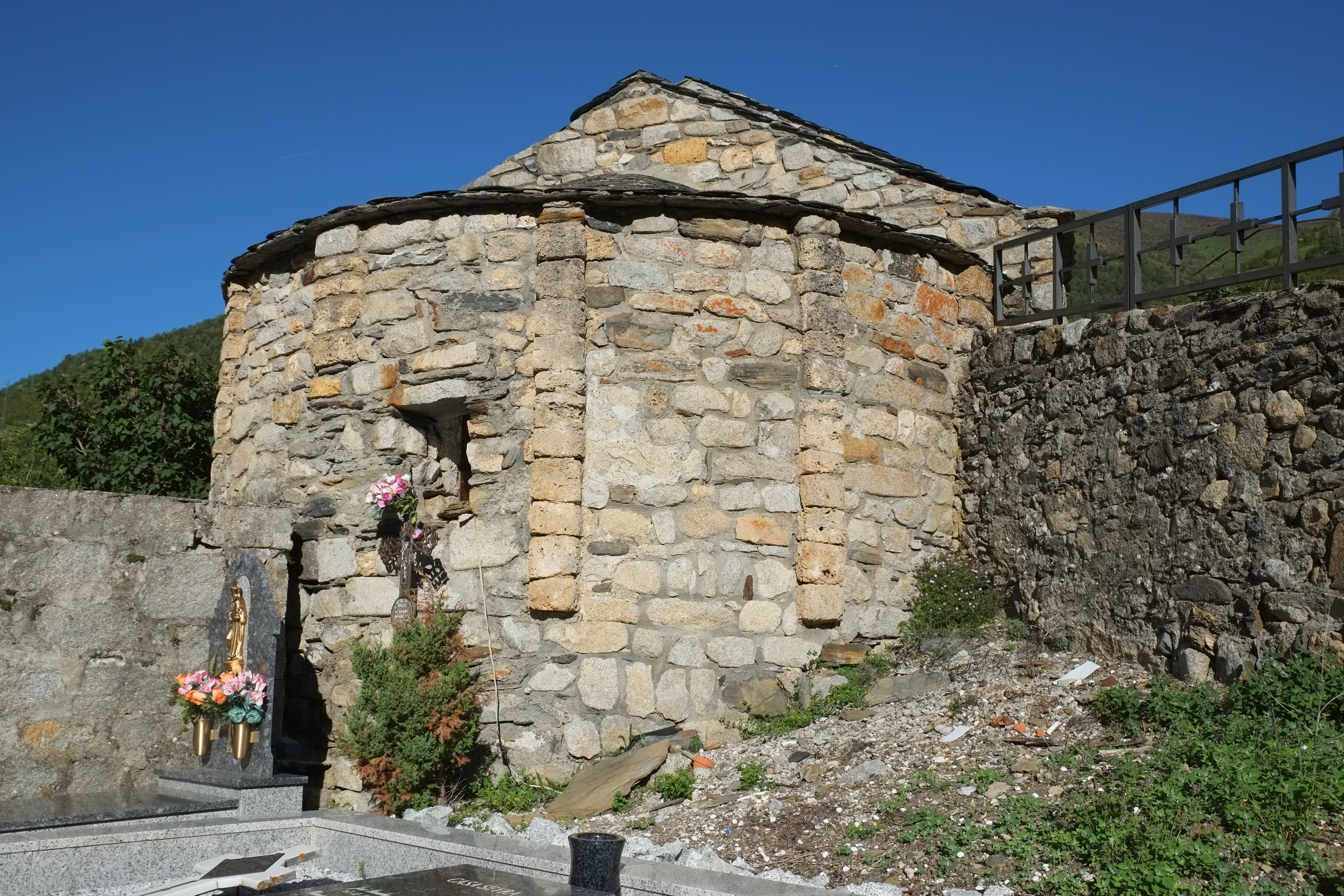
Aneto, Montanui
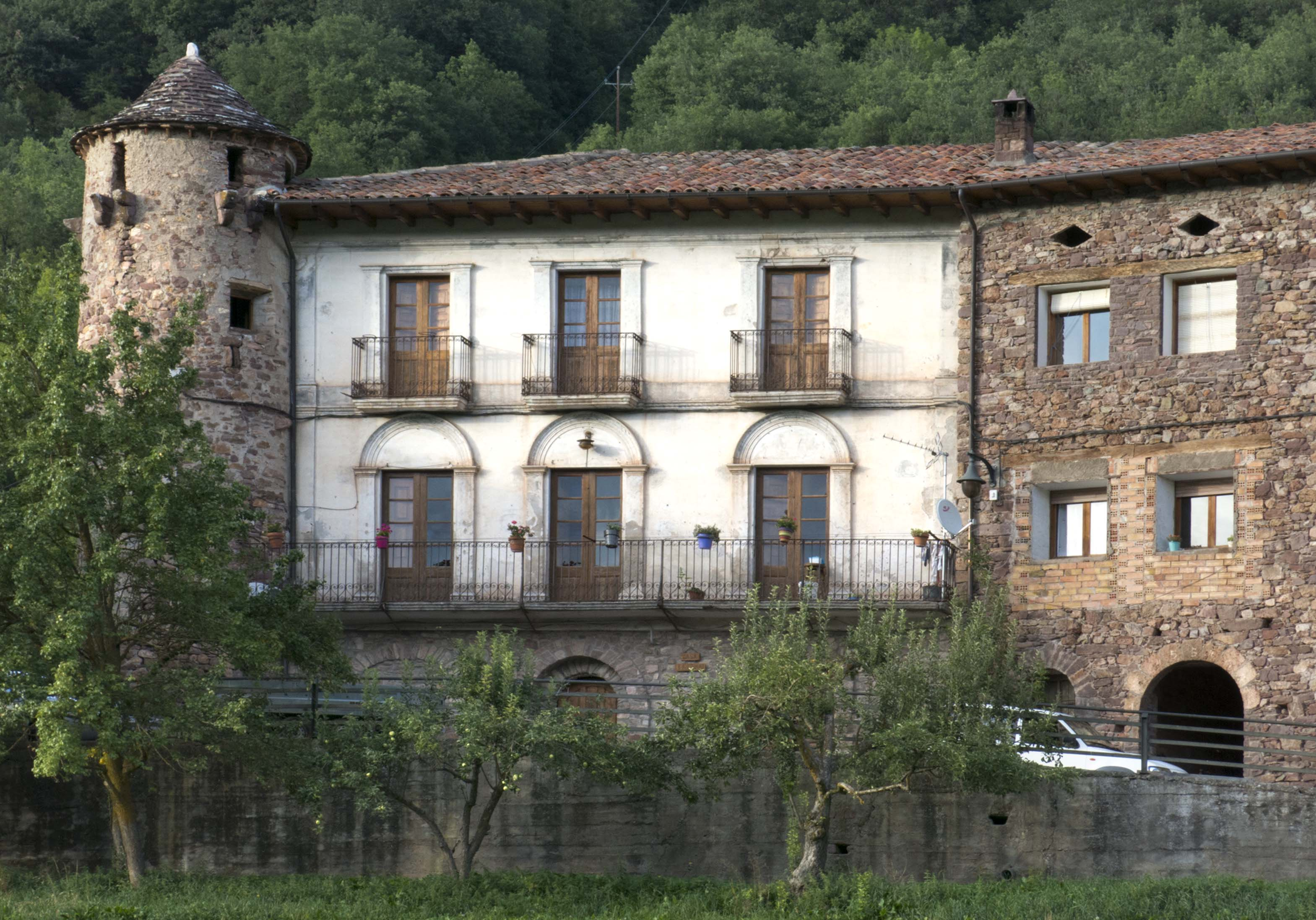
Casa Llivernal amb torre circular, a Noals, Ribagorça
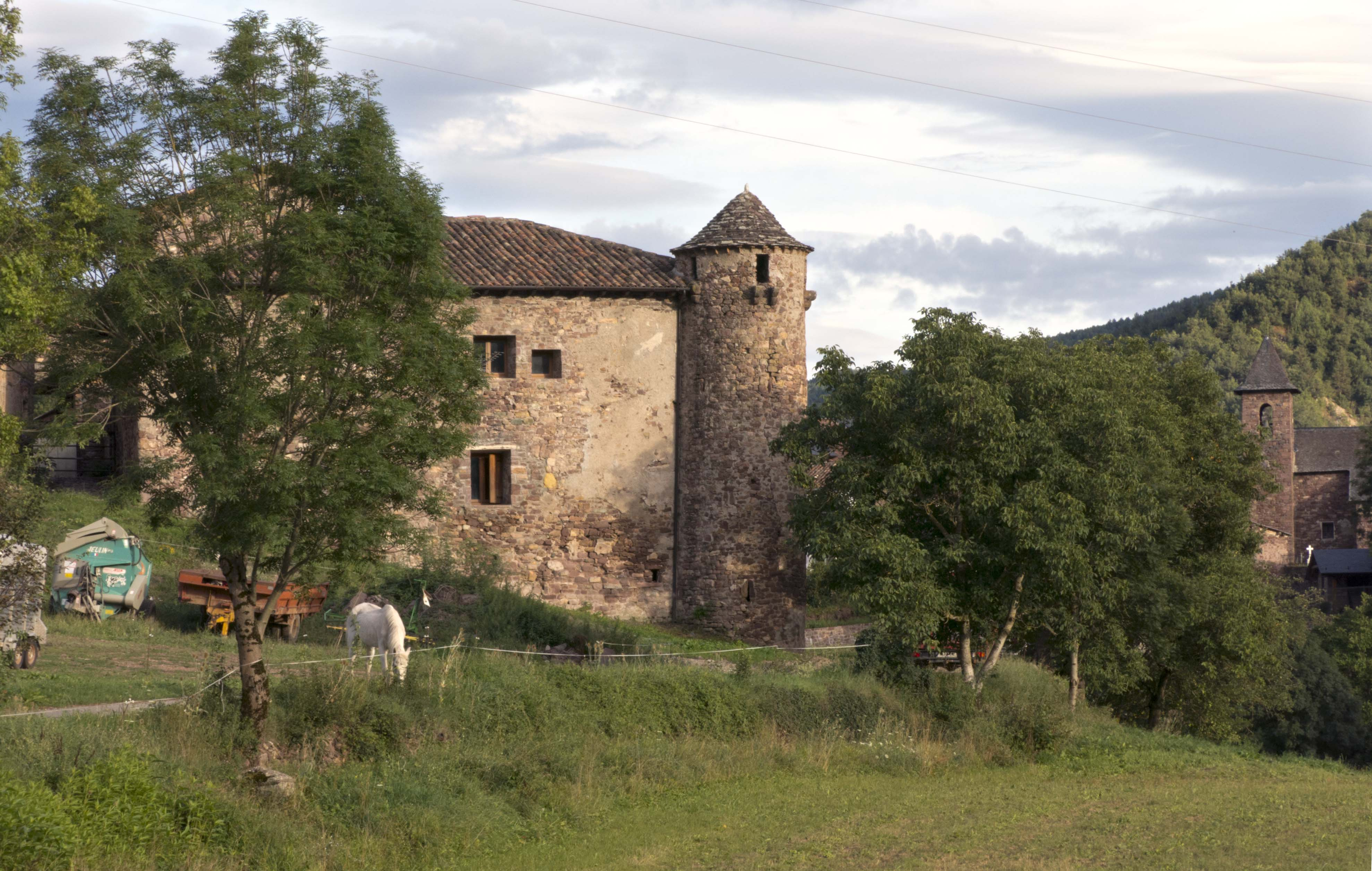
Casa Llivernal, amb la torre de l'església de Noals
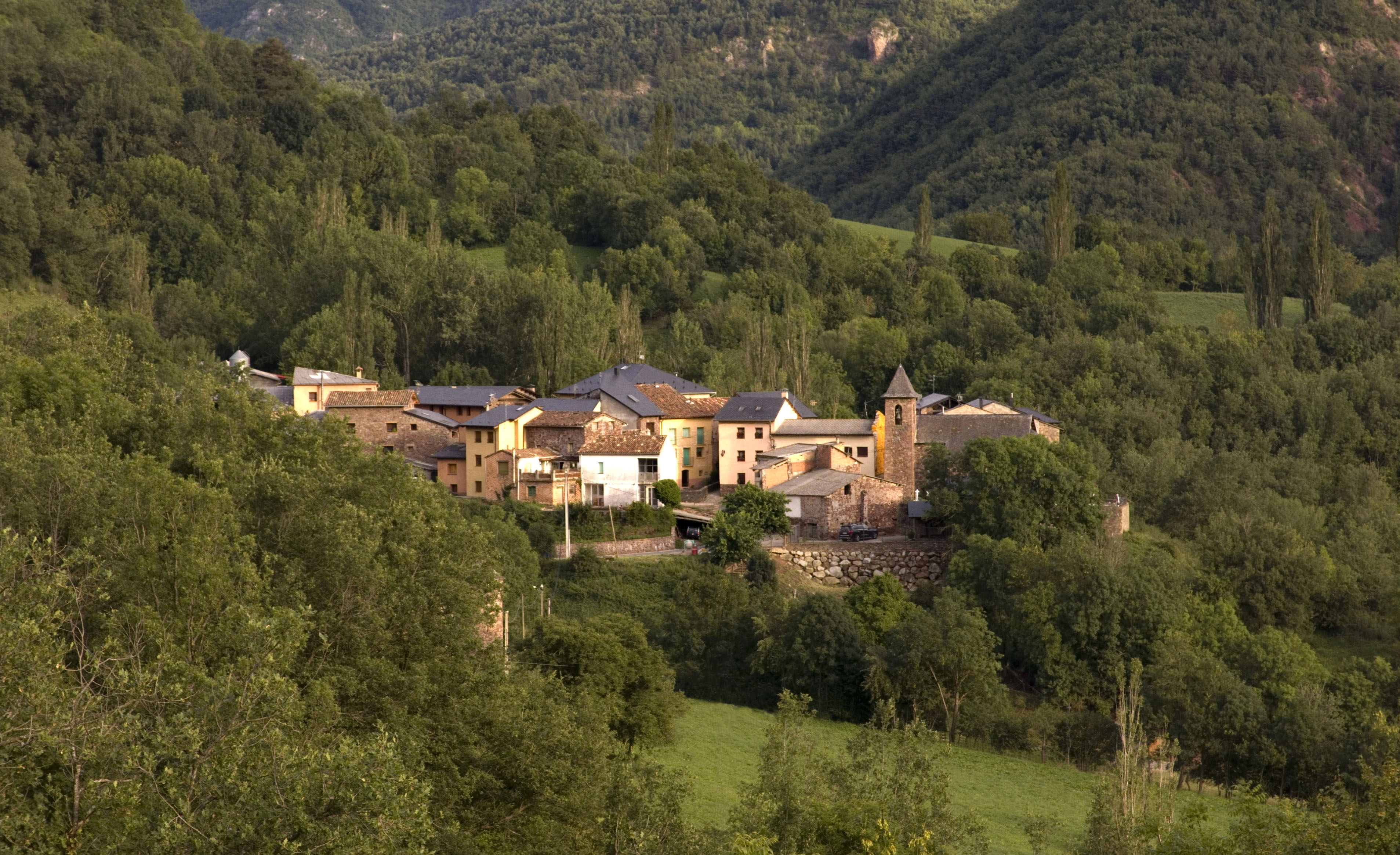
Noals

## Valls de Montanui

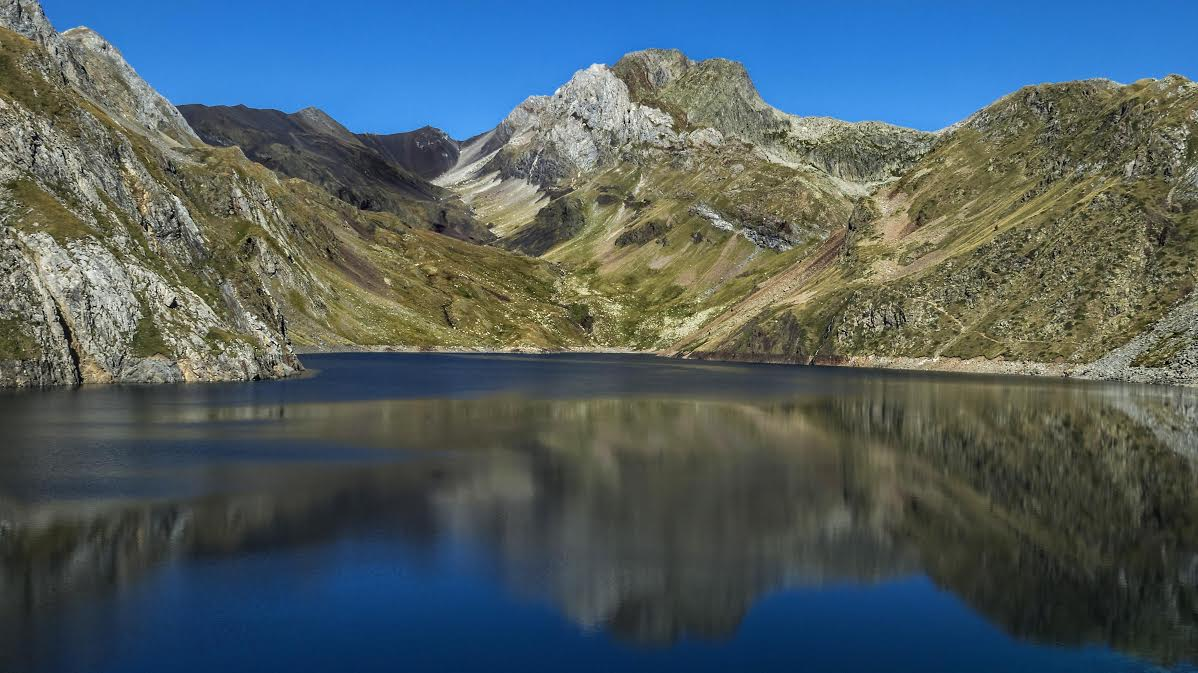
Estany de Llauset

- Vall d'Anglos, situada al SE de la Maladeta.[10]
- Vall de les Salenques.[11]
- El Baciver de Castanesa.[12]
- Vall de Llauset[13] i estany de Llauset.
- Part aragonesa de la vall de Barravés.[14]
- Marge dret de la vall de Castanesa.[15]

## Muntanyes de Montanui
- Pic de Russell (Russell SE)[16]

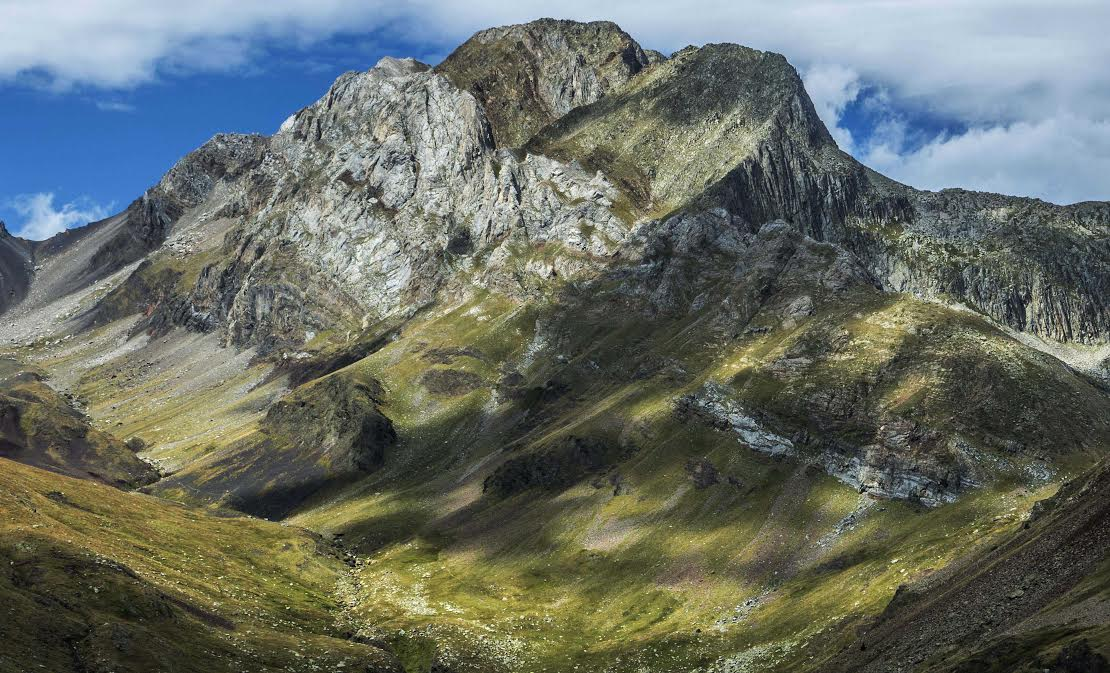
Pic de Vallibierna

- Pic de la Tallada, 2.970 metres (també pic del Feixant)[17]
- Pic de Vallibierna
- Tuca de Culebres
- Tuca d'Arnau, 2.810 metres.[17]

## Fills il·lustres
- Pau Donés, músic.